# 兰曹
兰曹是德国石勒苏益格－荷尔斯泰因州的一个市镇。总面积16.91平方公里，总人口316人，其中男性162人，女性154人（2011年12月31日），人口密度19人/平方公里。